# Goodreads
Goodreads este o companie de media pe internet fondată în 2006 care este o filială Amazon cu sediul în San Francisco, care se ocupă cu catalogarea cărților, funcționând ca o comunitate pentru cititori, care pot oferi propriile recenzii, crea liste de lectură și interacționa cu autorii.

## Istorie

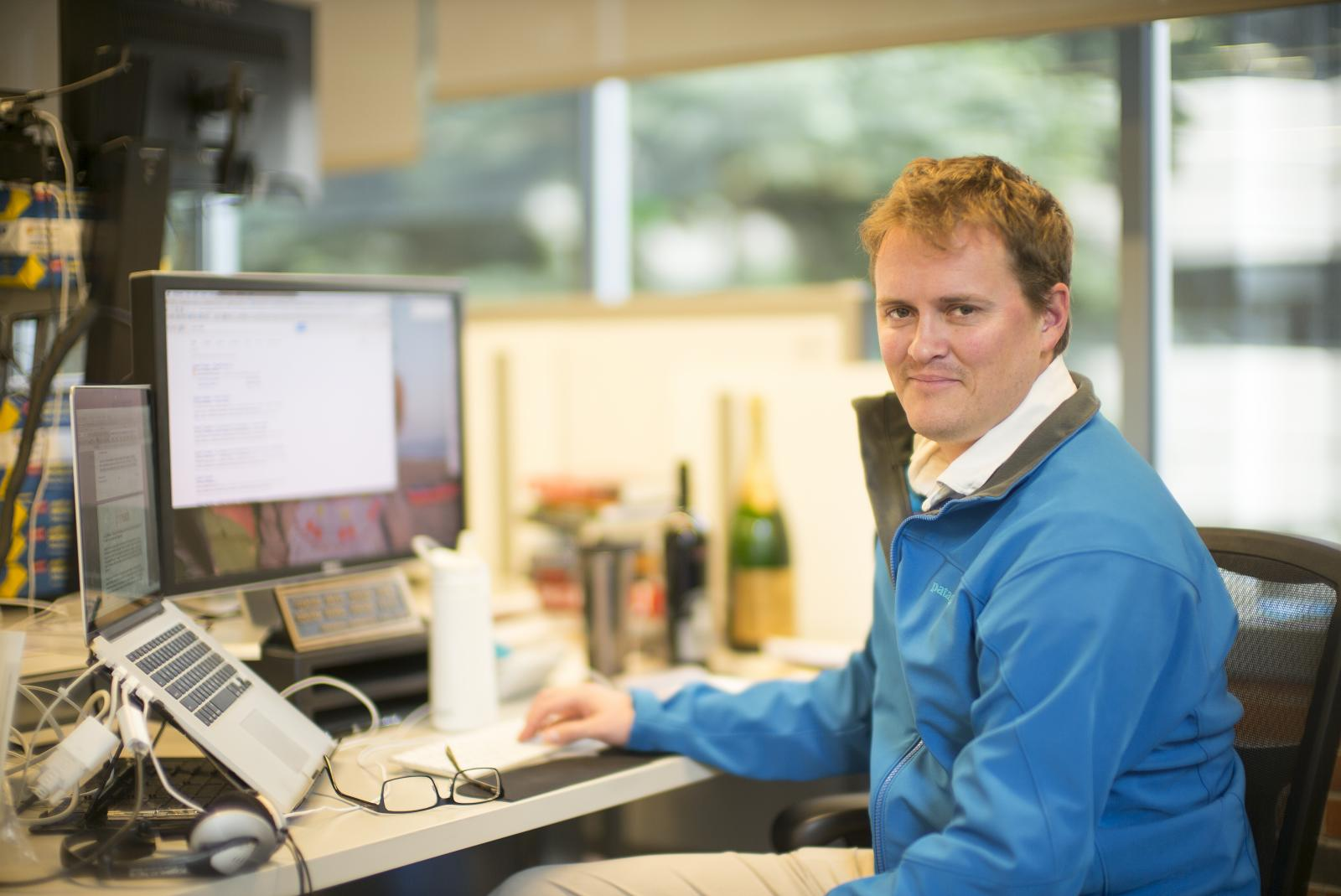
Otis Chandler, fondator Goodreads

## Caracteristici
- Catalogarea cărților — Utilizatorii pot trece în revistă cărțile citite, pagina la care sunt și comentarii aferente paginii și ediției. Pot include anii diferiți în care au citit și recitit o carte. Cărțile includ informații bibliotecare, precum ISBN și anul original de publicare, genuri literare, citate și legături către ediții din ani diferiți și în limbi diferite. Unele pot fi sortate după personaje sau locul în care acțiunea are loc. Utilizatori cu peste 50 de cărți pot aplica să devină „bibliotecari” și să administreze aceste informații.
- Comunitate virtuală — Utilizatorii se pot împrieteni sau urmări, pentru a vedea recenziile celorlalți și listele lor de cărți. Pot discuta și cu autorii, dintre care mulți au de asemenea conturi. Utilizatorii se pot organiza în funcție de locație geografică și pot crea grupuri și evenimente.
- Recenzii și scoruri — Utilizatorii pot acorda între 1 și 5 stele și pot oferi o recenzie. Există opțiunea de a comenta pe recenzie, de a o vota și de a urmări sau împrieteni un utilizator pentru a-i vedea recenziile înaintea altora.
- Recomandări personalizate — Pe baza titlurilor deja citite, a opțiunilor altor utilizatori și a genurilor literare preferate, fiecărui utilizator i se oferă recomandări personalizate de cărți noi

## Premiile Goodreads
În fiecare an, comunitatea Goodreads nominalizează și votează cărțile lor favorite.

### Mai multe câștiguri
Numeroși autori au câștigat mai mulți ani la rând:
| Numărul de câștiguri | Autori                          | Categorii și ani |
| -------------------- | ------------------------------- | --- |
| 6                    | Rick Riordan                    | Cele mai bune cărți pentru copii (2011, 2012, 2013, 2014, 2015, 2016)                                                       |
| 5                    | Stephen King                    | Cel mai bun SF (2011), Cel mai bun roman de fantezie (2012), Cel mai bun horror (2013), Mister și Thriller (2014, 2016)     |
| 5                    | Veronica Roth                   | Cartea favorită (2011), Cel mai bun roman de fantezie și SF pentru tineri (2011, 2012, 2013), Autor favorit (2012)          |
| 4                    | Suzanne Collins                 | Cartea favorită (2009, 2010), Cea mai bună serie pentru tineri (2009), Cel mai bun roman de fantezie pentru tineri (2011)   |
| 4                    | Neil Gaiman                     | Cel mai bun roman de fantezie (2013, 2015), Cel mai bun volum de benzi desenate (2009), Cea mai bună carte ilustrată (2009) |
| 3                    | Pierce Brown                    | Autor debutant (2014), Cel mai bun SF (2015, 2016)                                                                          |
| 3                    | J. R. Ward                      | Literatură romantică (2010, 2011, 2013)                                                                                     |
| 2                    | Cassandra Clare                 | Autor favorit (2011), Cel mai bun roman de fantezie și SF pentru tineri (2014),                                             |
| 2                    | Drew Daywalt and Oliver Jeffers | Cea mai bună carte ilustrată (2013, 2015)                                                                                   |
| 2                    | Ree Drummond                    | Mâncare și gătit (2012, 2015)                                                                                               |
| 2                    | Diana Gabaldon                  | Literatură romantică (2009, 2014)                                                                                           |
| 2                    | Deborah Harkness                | Fantezie paranormală (2012), Cel mai bun roman de fantezie (2014)                                                           |
| 2                    | Charlaine Harris                | Cel mai bun roman de fantezie (2009), Fantezie paranormală (2010)                                                           |
| 2                    | Colleen Hoover                  | Literatură romantică (2015, 2016)                                                                                           |
| 2                    | Jeff Kinney                     | Cele mai bune cărți pentru copii (2009, 2010)                                                                               |
| 2                    | Stieg Larsson                   | Mister și Thriller (2009, 2010)                                                                                             |
| 2                    | Sarah J. Maas                   | Cel mai bun roman de fantezie și SF pentru tineri (2015, 2016)                                                              |
| 2                    | Rainbow Rowell                  | Ficțiune (2014), Ficțiune pentru tineri (2013)                                                                              |
| 2                    | J. K. Rowling                   | Ficțiune (2012), Cel mai bun roman de fantezie (2016)                                                                       |
| 2                    | Rebecca Skloot                  | Non-ficțiune (2010), Autor debutant (2010)                                                                                  |
| 2                    | Mo Willems                      | Carte ilustrată (2014, 2016)                                                                                                |

## Utilizatori
În 23 Iulie 2013, fondatorul a anunțat că site-ul are peste 20 de milioane de utilizatori. Aceștia se trag în principal din Statele Unite ale Americii, India, Regatul Unit, China și Canada, în această ordine, utilizatorii din aceste prime cinci țări alcătuind 57.2% din total. Dintre aceștia, sunt semnificativ mai multe femei decât bărbați. În ceea ce privește nivelul de educație, cei mai mulți au preponderent o formă de educație după liceu. Relativ la locație, utilizatorii n-au nicio preferință între școală, casă și muncă, accesând Goodreads de oriunde.

## Critici
Goodreads a primit critici din partea utilizatorilor despre disponibilitatea și tipul recenziilor postate pe pagină, dintre care, au indicat unii, unele încurajau atacul și hărțuirea autorilor. Ca răspuns la recenziile postate de diferiți membri și site-uri web, Goodreads și-a ajustat termenii de utilizare în August 2012 pentru a clarifica aceste probleme și a reasigura utilizatorii paginii.